# أزمة سلسلة التوريد العالمية 2021
أزمة سلسلة التوريد العالمية 2021 في عام 2021 تباطأت سلاسل التوريد والشحنات العالمية، مما تسبب في حدوث نقص في جميع أنحاء العالم وأثر على أنماط المستهلكين.

## الأسباب
في أوائل عام 2020 أبطأ وباء كوفيد 19 في البداية سلسلة التوريد العالمية حيث علقت الشركات المصنعة العمل حتى يتم سن احتياطات السلامة. على الرغم من التوقعات الوردية من الشركات للعام المقبل، استمرت التجارة العالمية بقدرة منخفضة ولم تتعاف تمامًا. أدت التحديات الجديدة في عام 2021، بما في ذلك متغير دلتا وانخفاض الوصول إلى لقاح كوفيد 19 في البلدان النامية إلى تفاقم تعافي الإنتاج العالمي حتى مع استئناف الاقتصادات الأكثر ثراءً وتحصينًا، مثل الولايات المتحدة وأوروبا أنماطها الاستهلاك.
فيتنام على سبيل المثال هي مزود رئيسي للملابس الأمريكية. عملت البلاد خلال العام الأول للوباء بإجراءات إغلاق صارمة، لكن متغير دلتا أغلق المصنّعين، خاصة وأن العمال ظلوا غير محصنين إلى حد كبير. للحفاظ على الإنتاج طلبت الحكومة الفيتنامية من المناطق المعرضة لخطر أكبر أن يعيش عمالها بدلاً من منازلهم إلى أماكن عملهم. بالإضافة إلى ذلك يأتي نصف عدد البحارة من البلدان النامية غير الملقحة بشكل كافٍ.

## الشحن
بحلول منتصف عام 2021 أصبحت الموانئ الأمريكية الرئيسية مغمورة بكميات تاريخية من البضائع الواردة. كان موظفو المحطة يفتقرون إلى النطاق الترددي لمعالجة الشحنات، مما أدى إلى إطالة أوقات الانتظار. بدأت سفن الحاويات في التوقف خارج الموانئ لأيام أو أسابيع. انتشر هذا الارتفاع في الداخل حيث كافحت خدمات السكك الحديدية والشاحنات تحت الحمل المتزايد جنبًا إلى جنب مع نقص العمالة. كانت صناعة النقل بالشاحنات الأمريكية تعاني بالفعل من نقص في عدد السائقين قبل انتشار الوباء، مع معدل دوران مرتفع وتعويضات منخفضة. على الرغم من وجود حاويات شحن كافية للتعامل مع الاحتياجات العالمية، نظرًا للكمية المحتجزة أثناء النقل أو الجزء الخاطئ من سلسلة التوريد ، فقد دخلت الحاويات نقصًا في المعروض.

## التأثيرات
استأجر كبار تجار التجزئة الأمريكيين سفن حاويات استعدادًا مبكرًا لموسم العطلات. يتم تشجيع شركات شحن الحاويات على تطوير وابتكار العمليات التي تعتمد على التكنولوجيا في الشحن لتحقيق التأثير الخارجي للشحن المجاني.
في 17 أكتوبر 2021 توقع وزير النقل الأمريكي بيت بوتيجيج أن الأزمة ستمتد «بالتأكيد» حتى عام 2022.